# Raven-Symoné
Pour les articles homonymes, voir Raven.
Raven Symoné Christina Pearman, née le 10 décembre 1985 à Atlanta (Géorgie), plus connue professionnellement sous le nom de scène de Raven-Symoné ou simplement Raven, est une chanteuse, actrice, danseuse, productrice, modèle et présentatrice de télévision américaine.
Elle commence sa carrière en 1989 en interprétant le rôle d'Olivia dans la série Cosby Show. En 1993, elle sort son premier album Here's To New Dreams dont le single That's What Little Girls Are Made Of obtient la 68e place au Billboard Hot 100. L'opus suivant Undeniable, sort le 4 mai 1999.
Entre la fin des années 1980 et le début des années 1990, Raven Symoné apparaît dans plusieurs séries télévisées à succès telles que : Cosby Show ou encore Cooper et nous. Entre 2003 à 2007, elle interprète le rôle de Raven Baxter dans la série télévisée à succès de Disney : Phénomène Raven. Durant cette période, elle enregistre son troisième album This Is My Time en 2004, qui est la meilleure vente de sa carrière en s'érigeant à la 51e place du Billboard 200. En 2008, après la fin de la série, elle publie un quatrième opus, prénommé Raven Symoné, qui atteint le 159e rang du Billboard 200 en s'écoulant à 315 000 exemplaires aux États-Unis. Entre 2003 à 2006, elle collabore à quatre bandes originales de Disney telles que : Les Cheetah Girls (2003), qui est certifié double disque de platine, That's So Raven, certifié disque d'or, That's So Raven Too! (2006) et Les Cheetah Girls 2 (2006), certifié disque de platine.
Le total des ventes de ses bandes originales atteignent 4, 5 millions d'exemplaires vendue rien qu'aux États-Unis.
Raven Symoné est également apparue dans plusieurs productions cinématographiques telles que : Docteur Dolittle (1998), Docteur Dolittle 2 (2001), Papa, la Fac et moi (2008) et obtient le rôle principal dans de nombreux téléfilms à succès tels que : Les Cheetah Girls (2003), Les Cheetah Girls 2 (2006), Le Bal de fin d'année et dans Les demoiselles d'honneur s'en mêlent (2010).
Elle a aussi prêté sa voix au personnage de Monique dans la série d'animation à succès de Disney Channel Kim Possible et dans la saga filmique La Fée Clochette.
En 2011, elle obtient le rôle principal dans la série Georgia dans tous ses états et commence en 2012 une carrière à Broadway en interprétant le rôle-titre de Deloris Van Cartier, dans la comédie musicale à succès Sister Act.
En 2012, elle est classée huitième meilleure enfant-star de tous les temps par VH1 et est nommée comme la première actrice afro-américaine la plus riche dans la catégorie de moins quarante ans par Loop21's.
Et alors qu'elle obtient un rôle récurrent dans Black-ish (2015-2019), elle produit et fait son retour en vedette grâce à Raven (2017-2021), seconde série dérivée de Phénomène Raven après Cory est dans la place (2007-2008).

## Biographie

### Jeunesse et débuts de carrière
Raven-Symoné est née à Atlanta, en Géorgie, est la fille de Lydia (née Gaulden) et Pearman Christopher B. À trois ans, sa famille déménage à New York, où elle a assisté à Park School. Enfant, elle a travaillé pour Atlanta Faces Young Inc agence de mannequins et a figuré dans des publicités locales. À l'âge de deux ans, elle a travaillé avec Food Models à New York et est apparue dans les publicités pour les biscuits Ritz, Jell-O, Fisher-Price, et Cool Whip.
En 1989, Raven Symoné auditionne pour le film Ghost Dad de Bill Cosby. Âgée de trois ans, elle est considérée comme trop jeune pour le rôle mais attire cependant l'attention de Bill Cosby, qui l'intègre dans sa série : Le Cosby Show ou elle tient le rôle d'Olivia Kendall, la belle-fille du personnage de Denise. Son personnage fait sa première apparition dans le premier épisode de la saison 6 et est récurrent jusqu'à l'arrêt de la série en 1992. Elle fait également une apparition dans l'épisode 21 du Prince de Bel Air. Ensuite, elle apparaît en tant que version jeune d'Halle Berry dans le téléfilm historique : Queen: The Story Of An American Family. basé d'après le roman d'Alex Haley.
En 1992, âgée seulement de sept ans, elle commence une carrière de chanteuse en signant dans le label MCA Records. Pendant un an, elle prend alors des cours de chant octroyés par Missy Elliott. Son premier album Here's To New Dreams, sort le 22 juin 1993. Il génère deux singles : That's What Little Girls Are Made Of et Raven Is The Flavor. Le premier single atteint la 68e place au Billboard Hot 100. L'opus se vend à 73 000 exemplaires aux États-Unis.
En 1993, soit un an après l'arrêt du Cosby Show, elle est choisie pour interpréter le rôle de Nicole Lee dans la série Cooper et nous. Elle fait donc ses débuts à partir du troisième épisode de la seconde saison et devient un personnage récurrent jusqu'à la l'arrêt de la série en 1997.
En parallèle, elle obtient en 1994, son premier rôle au cinéma dans Les Chenapans où elle interprète le rôle de la petite amie de Stymie. Mondialement, le film est un succès au box-office en totalisant 67 308 282 millions de dollars de recettes.
En 1996, Raven publie son second opus : Undeniable, qui sort 4 mai 1999. L'album, qui contient un single, en l'occurrence With A Child's Heart, une reprise de Stevie Wonder, ne se vend qu'à 2 000 copies aux États-Unis.
En 1999, elle obtient son premier grand rôle au cinéma dans Docteur Dolittle, aux côtés d'Eddie Murphy dont elle interprète la fille aînée, Clarisse. Le film est un succès mondial en amassant 294 456 605 millions de dollars de recettes. La même année, elle apparaît dans sa première production Disney : Zenon: Girl of the 21st Century où elle joue Nebula Wade.
En 2001, elle reprend le rôle de Clarisse pour la suite de Docteur Dolittle dans Docteur Dolittle 2. Pendant son exploitation en salles, le film amasse 176 104 344 millions de dollars de recettes. La même année, elle participe à deux épisodes de la série Ma famille d'abord ou elle interprète Charmaine, l'amie enceinte de Claire, qui est sa première production sous ABC.

### La révélation dePhénomène RavenàCheetah Girls

Logo original de la série télévisée Phénomène Raven.

En 2002, Raven Symoné double la voix du personnage de Monique dans la série d'animation à succès de Disney Channel : Kim Possible. Étant un rôle récurrent, elle apparait dans toutes les saisons et participe même aux deux films : Kim Possible : A Sticth In Time (2003) et Kim Possible : Mission Cupidon (2005). En parallèle, elle obtient le rôle principal de Raven Baxter dans la série Phénomène Raven.
La série débute le 17 janvier 2003 et s'achève le 10 novembre 2007, devenant ainsi l'une des plus populaires séries télévisées et la plus longue diffusée par Disney Channel. Le personnage Raven utilise ses dons pour que sa vision se réalise et se met souvent dans des situations improbables via de nombreux déguisements. Étant un phénomène de société, cela génère des bandes originales dont les singles à succès Supernatural et Some Call It Magic, poupées, DVD's, jeux vidéo et même une autre série dérivée : Cory est dans la place. Phénomène Raven est nommée comme Meilleur Programme Jeunesse lors des Emmy Awards en 2005 et 2007. Elle est aussi la première série de Disney à dépasser quatre saisons et 100 épisodes. Les produits merchandising ont rapporté 400 millions de dollars.
En 2003, elle reprend Superstiton de Stevie Wonder, pour le film Le Manoir hanté et les 999 Fantômes, dont Eddie Murphy est l'acteur principal. Dans un même temps, elle obtient le rôle de Galleria Garibaldi, dans le premier téléfilm musical de Disney Channel : Cheetah Girls, aux côtés de Adrienne Bailon, Sabrina Bryan et Kiely Williams. Lors de sa première diffusion, le téléfilm attire 6,5 millions de téléspectateurs, devient le premier téléfilm de Disney Channel à obtenir autant d'audience et s'érige comme la première audience annuelle de la chaîne. La bande originale du film débute à la 33e place au Billboard, devient double disque de platine, se vend à deux millions d'exemplaires et s'érige au second rang des bandes originales de films les plus vendues de l'année juste derrière Shrek. La même année, elle interprète le titre Grazing In The Grass, pour la bande originale du film Le Roi lion 3.
Le 1er janvier 2004, elle publie This Is My Time, qui sort le 21 septembre 2004. L'opus se classe à la première place du Billboard Top R&B/Hip-Hop Albums aux États-Unis et 51e au Billboard 200. De par ses 19 000 ventes dès la première semaine, This Is My Time est l'opus qui a obtenu la meilleure entrée de sa carrière et le premier à entrer dans les charts aux États-Unis. Il reste 30 semaines classé dans les charts et se vend au total à plus de 230 000 exemplaires. Quatre titres de l'opus sont inclus dans des bandes originales des productions cinématographiques de Walt Disney Pictures tels que : Grazing In the Grassle pour Le Roi lion 3, This Is My Time pour Un mariage de princesse, Bump pour Princesse on Ice et Life Is Beautiful pour Figure libre. La même année, elle enregistre aussi la première bande sonore de la série télévisée Phénomène Raven dont est extrait le single à succès : Supernatural. L'opus se vend à 500 000 exemplaires, s'érige à la 44e place du Billboard 200 et est certifié disque d'or.
En parallèle du tournage de la série, elle prête sa voix à l'un des personnages du film Fat Albert, qui obtient un succès modéré au cinéma en amassant 48 551 322 millions de dollars de recettes pendant son exploitation en salles. Dans un même temps, elle fait également une petite apparition dans le film Un mariage de princesse de Walt Disney Pictures en tant que Princesse Asana, dont elle interprète Your Crowning Glory en duo avec Julie Andrews. Au box-office, le film est un succès mondial avec 134 734 481 millions de dollars de recettes mondiales. Elle apparaît dans le Zenon : Z3D, téléfilm de Disney Channel. La même année, à la suite du succès incroyable du téléfilm Cheetah Girls, ainsi qu'à celui de sa BO, un pilote de sérié télévisée du même nom est alors produit par ABC, mais ne fut jamais diffusé.

### Films et succès télévisuels

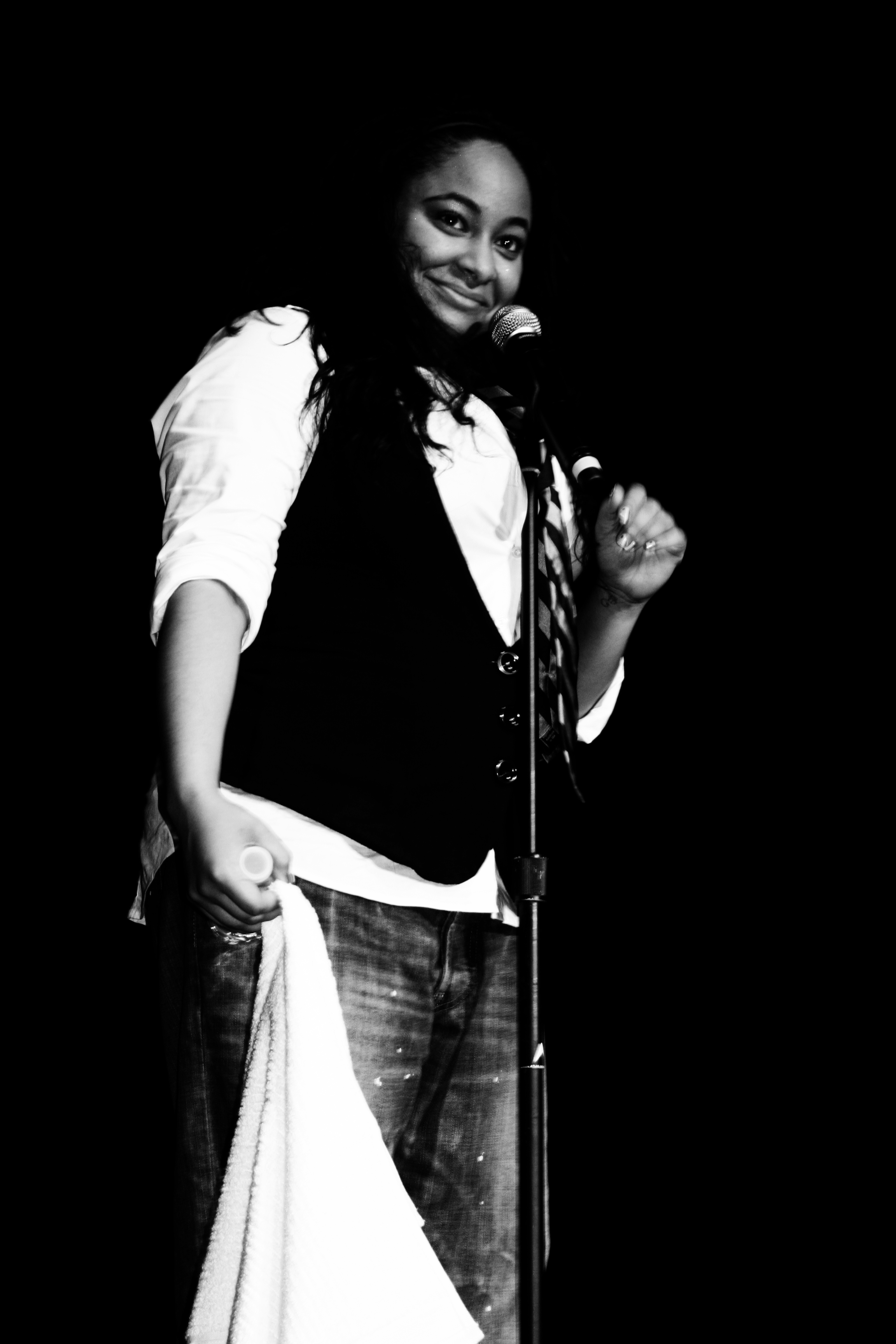
Raven-Symoné lors de son Raven-Symoné Live Tour en 2008.

En 2006, Raven obtient son premier rôle dramatique dans le téléfilm Le Bal de fin d'année (For One Night), qui est diffusé le 6 février 2003 sur la chaîne lifetime. Ce récit est basé d'après une histoire vraie qui dévoile la vie de Briana McCallister, qui fut interdite de bal de fin d'années pour causes de ségrégations raciales. À noter qu'une chanson de Raven, prénommée Gravity officie de bande originale du film.
Le 25 août 2006, elle reprend son rôle de Galleria Garibaldi pour Les Cheetah Girls 2, téléfilm dirigé par Kenny Ortega et dont elle est l'une des coproductrices exécutives avec Whitney Houston. Le film attire 8 millions de téléspectateurs et devient la meilleure audience annuelle de la chaine (dépassant High School Musical diffusé au début de l'année). La bande originale quant à elle, s'érige à la cinquième place du Billboard, se vend à 1,3 million d'exemplaires, est certifiée platine et génère quatre singles à succès : The Party Just Begun, Strut, Step Up et Amigas Cheetas en duo avec Belinda. De son succès, cela engendre une multitude de produits dérivés tels que : des vêtements, poupées, jeux vidéo sur Nintendo DS et Game Boy Advance, parfums, accessoires de modes
Le 3 octobre 2006, le long métrage d'animation La Petite sirène Special Edition de Walt Disney Pictures sort en nouvelle version DVD. Le film est alors accompagné d'une nouvelle version de la bande originale comprenant les titres revisités dont Under The Sea, ré-interprété par Raven. Plus tard, elle double la voix de Marti Brewster dans la production cinématographique Everyone's Hero. Sortit 16 septembre 2006, le film n'obtient que 16 millions de dollars de recettes et n'est donc pas distribué dans d'autres pays.
En parallèle, elle écrit et enregistre cinq chansons pour la seconde bande originale de la série Phénomène Raven prénommée That's So Raven Too ! dont le single à succès Some Call It Magic, mais aussi Friends en duo avec Anneliese Van der Pol, Little By Little en duo avec Orlando Brown et Let's Stick Together avec Kyle Massey. Le disque devient platine, en s'érigeant à la quatrième meilleure place des charts soundtracks aux États-Unis.

En 2008, Raven obtient son premier grand rôle au cinéma dans Papa, la Fac et moi face à Martin Lawrence. Elle interprète Melanie Porter, une adolescente qui rêve d'étudier loin du domicile familial traquée par son père policier, qui refuse de voir sa fille grandir. Le film est un succès mondial et récolte 60 000 millions de dollars de recettes. Pour ce récit, Raven reprend le titre funk Double Dutch Bus, reprise de Frankie Smith, sortie en 1981. Ce titre bénéficie d'un vidéoclip réalisé par Patrick Hoelck, qui dévoile la chanteuse accompagnée de danseurs en train de faire la fête dans un bus. Le single arrive en seconde place du US Bubbling Under Hot 100 Singles.

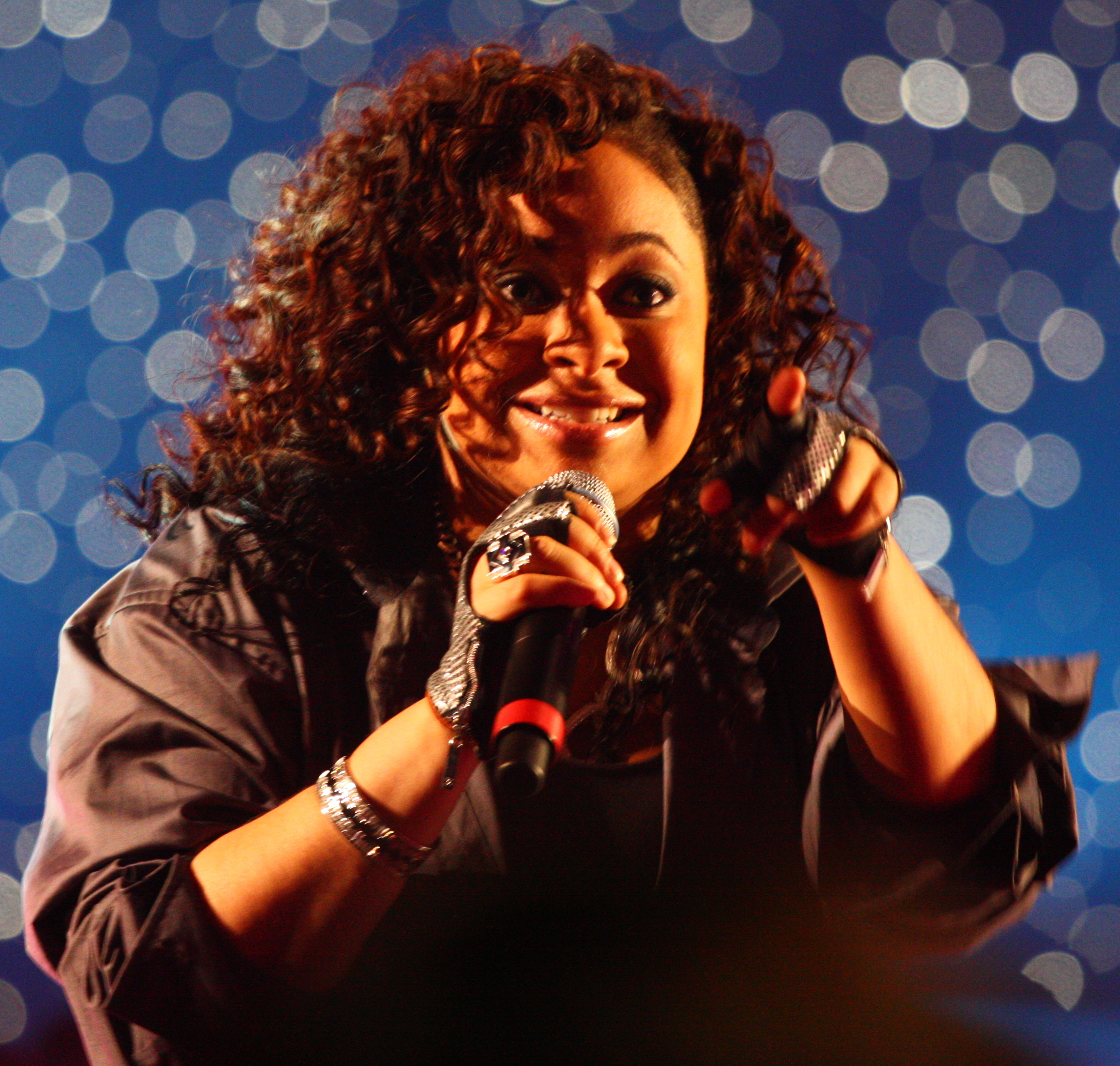
Raven-Symoné durant le Disson Skating & Gymnastics Spectacular en 2008.

Le 28 avril 2008, elle sort un quatrième opus tout simplement intitulé Raven Symoné, qui comprend un seul et unique single Double Dutch Bus. Le disque atteint la 159e meilleure place au Billboard 200. Pour le promouvoir, une tournée prénommée The Pyjama Party Tour est alors programmée, débute la même année pour se terminer en 2009. Dans un même temps, il est annoncé officiellement que Raven est encore sous contrat d'enregistrement pour deux albums sous le label Hollywood Records.
Le 18 septembre 2008, sort le premier long métrage en DVD d'un célèbre personnage de l'univers de Peter Pan : La Fée Clochette, dont Raven prête sa voix au personnage d'Iridessa, aux côtés de nombreuses personnalités connues telles que : Mae Whitman, Lucy Liu, Jesse McCartney, America Ferrera, Anjelica Huston ou encore Kathy Najimy. Le film se vend à 3 347 686 millions d'exemplaires.

### Doublage et Broadway

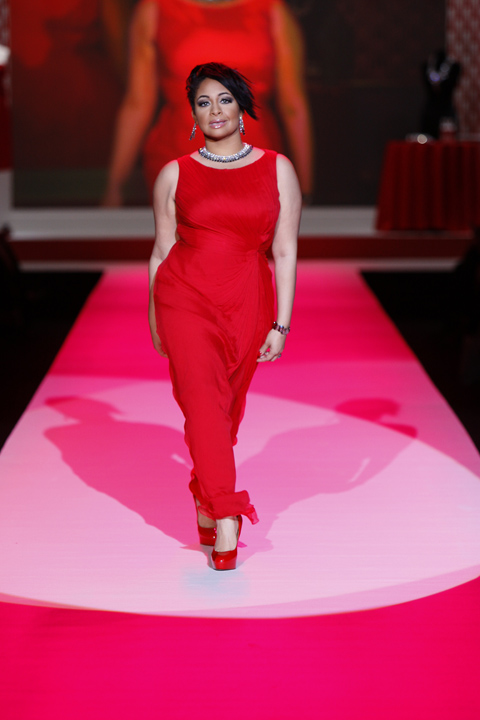
Raven-Symoné lors du défilé annuel The Heart Truth en février 2010.

Le 9 octobre 2009, sort au cinéma, le documentaire humoristique Good Hair, produit par Chris Rock, qui comprend plusieurs célébrités telles que : Ice-T, KRS-One, T-Pain, Eve ou encore Raven Symoné. Cette production filmique sur le thème capillaire, récolte 4 028 558 millions de dollars de recettes aux États-Unis.
Le 27 octobre 2009, elle renouvelle l'expérience du doublage en prêtant encore une fois sa voix au personnage d'Iridessa, pour la suite des péripéties en dvd de la fée clochette : Clochette et la Pierre de lune, qui se vend à 5 816 532 millions d'exemplaires.
En 2010, Raven Symoné décroche le rôle de Abigail Scanlon dans le téléfilm Les demoiselles d'honneur s'en mêlent aux côtés de Joanna García, Chryssie Whitehead, Virginia Williams et Beth Broderick. Diffusé le 18 juillet 2010 sur ABC, le récit attire 2,5 millions de téléspectateurs, devenant le programme numéro un sur la cible des jeunes femmes 18-34 ans et se classant dans le top 5 des meilleures audiences de la semaine. Le 13 aout 2010, sort Clochette et l'Expédition féerique en DVD dont elle prête une nouvelle fois sa voix au personnage d'Iridessa. Elle fait également une apparition dans la seconde saison de la série de Disney Channel : Sonny au côté de Demi Lovato. Elle interprète le rôle d'Amber Agoode, la présidente du fan club d'Al Cooper. Le 9 décembre de cette même année, elle est invitée à chanter aux côtés du pianiste Chau-Giang Thi-Nguyen et du trompettiste Arturo Sandoval, pour une pièce de théâtre dont les bénéfices sont reversés aux enfants de la Debbie Allen Dance Academy.

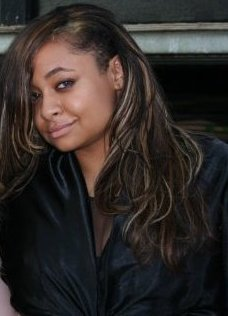
En 2010.

En 2011, après 4 ans d'absence à la télévision, elle fait son retour dans la série Georgia dans tous ses états. Produite par ABC, elle dévoile la vie de Georgia, personne exubérante qui arrive à New-York, dans l'espoir de devenir actrice. Diffusée le 29 juin 2011, cette série s'arrête le 17 aout 2011, pour fautes d'audiences. En parallèle, elle renouvelle le doublage du personnage d'Iridessa dans la saga filmique de clochette : Clochette et le Tournoi des fées.
En 2012, Raven interprète le rôle de Deloris Van Cartier dans l'adaptation en comédie musicale à Broadway : Sister Act. La première débute le 27 mars 2012, est un triomphe et reçoit plusieurs nominations aux Tony Awards (cérémonie des oscars récompensant les comédies musicales). Dans un même temps, elle continue de prêter sa voix au personnage d'Iridessa dans la saga filmique de clochette : Clochette et le Secret des fées. En 2013, elle apparait dans la série See Dad Run.
Le 2 avril 2014, sort pour la première fois au cinéma en France, la suite des péripéties de la saga clochette : Clochette et la Fée pirate, dont elle prête toujours sa voix au personnage d'Iridessa. Le film totalise 1017341 d'entrées. En parallèle, elle commence le tournage du film A Girl Like Grace dont elle partagera l'affiche aux côtés de Meagan Good. En mai 2014, elle annonce sur compte Instagram qu'elle souhaite devenir étudiante a plein temps à l'Academy of Art University à San Francisco. Le 31 décembre 2014, elle confirme par son compte Twitter, qu’elle comptait retourner en studio pour enregistrer son 5e opus.

### Diversification et retour deRaven
En février 2015, elle fait son retour à la télévision, en apparaissant dans le 6e et 10e épisodes de la 1re saison de la série télévisée Empire, créée par Lee Daniels. Le 8 avril 2015, sort Clochette et la Créature légendaire au cinéma en France, dont elle interprète toujours la voix originale du personnage d'Iridessa. En parallèle, elle devient chroniqueuse dans l'émission The View entre mars et avril de cette année. Elle apparaît dans le 22e épisode de la 1re saison de la série à succès Black-ish. En juin 2015, elle est incluse en tant que co-présentatrice de l'émission The View, dont elle fut l'une des chroniqueuses. Elle obtient également un petit rôle dans la série de Disney Agent K.C.. Elle est aussi en tête d'affiche du film indépendant A Girl Like Grace, aux côtés de Meagan Good et Lil' Romeo, qui est acclamé par la critique.
En mai 2016, elle publie via streaming, les titres Sarafina et Cruise Control. Plus tard, elle apparaît dans la série à succès Nashville. Dans un même temps, elle réapparaît une nouvelle fois dans la série Black-ish. En octobre 2016, elle annonce sur le plateau de The View, qu'elle quittera l'émission avant la fin de l'année 2016, afin de travailler sur un spin-off de Phénomène Raven, dont elle sera la productrice exclusive,,. Elle reprend donc son rôle de Raven Baxter, divorcée et mère de deux enfants, dont l'un aura des visions. Le retour de Raven est salué par les critiques. Le programme permet à Raven Symoné de prétendre au Daytime Emmy Awards de la meilleure actrice dans un programme pour enfants.
En 2017, elle fait une apparition dans un épisode de Master of None aux côtés d'Aziz Ansari ou elle interprète une version fictive d'elle-même en tant qu'hôtesse d'un show culinaire à succès. En parallèle, elle revient une troisième fois dans la série Black-ish. Elle doublera également le personnage de Binkley dans le film d'animation Animal Crackers, aux côtés d'acteurs prestigieux à la renommée internationale tels que : Ian McKellen, Sylvester Stallone, Patrick Warburton ou encore Danny DeVito.

### Vie privée
Lors d'une interview avec Oprah Winfrey en octobre 2014, elle déclare ne pas s'identifier comme étant gay mais comme étant un humain aimant les humains. En 2016, elle se qualifie néanmoins de lesbienne dans l'émission américaine The View. Elle a été choisie comme coprésidente d'honneur pour le défilé de la Fierté pour le festival Fierté Montréal en 2016.
En octobre 2015, elle se sépare d'AzMarie Livingston, avec qui elle était depuis trois ans.
Le 18 juin 2020, elle épouse Miranda Maday.

## Filmographie

### Cinéma

#### Longs métrages
- 1994 : Les Chenapans (The Little Rascals) de Penelope Spheeris : Amie de Stymie
- 1998 : Docteur Dolittle de Betty Thomas : Charisse Dolittle
- 2001 : Docteur Dolittle 2 de Steve Carr : Charisse Dolittle
- 2004 : Un mariage de princesse (The Princess Diaries 2: Royal Engagement) de Garry Marshall : Asana
- 2004 : Fat Albert de Joel Zwick : Danielle (voix)
- 2008 : Papa, la Fac et moi (College Road Trip) de Roger Kumble : Mélanie Porter - également productrice exécutive
- 2015 : A Girl Like Grace de Ty Hodges : Mary

#### Films d'animation
- 2003 : Kim Possible : La Clé du temps (Kim Possible: A Sitch in Time) de Steve Loter : Monique (animation, voix originale)
- 2006 : Everyone's Hero de Colin Brady (en), Christopher Reeve et Daniel St. Pierre (en) : Marti Brewster (voix)
- 2006 : Kim Possible, le film : Mission Cupidon (Kim Possible Movie: So the Drama) de Steve Loter : Monique (animation, voix originale)
- 2008 : Madagascar 2 d'Eric Darnell et Tom McGrath : Fra the Leopard (voix)
- 2008 : La Fée Clochette (Tinker Bell) de Bradley Raymond : Iridessa (voix)
- 2009 : Clochette et la Pierre de lune (Tinker Bell and the Lost Treasure) de Klay Hall : Iridessa (voix)
- 2010 : Clochette et l'Expédition féerique (Tinker Bell and the Great Fairy Rescue) de Bradley Raymond : Iridessa (voix)
- 2011 : Clochette et le Tournoi des fées (Pixie Hollow Games) de Bradley Raymond : Iridessa (voix)
- 2012 : Clochette et le Secret des fées (Secret of the Wings) de Roberts Gannaway et Peggy Holmes (en) : Iridessa (voix)
- 2013 : Pixie Hollow Bake Off (en) de Elliot M. Bour (en) : Iridessa (animation, voix originale)
- 2014 : Clochette et la Fée pirate (The Pirate Fairy) de Peggy Holmes (en) : Iridessa (voix)
- 2015 : Clochette et la Créature légendaire (Tinker Bell and the Legend of the NeverBeast) de Steve Loter : Iridessa (voix)
- 2016 : Animal Crackers de Tony Bancroft, Scott Christian Sava et Jaime Maestro (es) : Binkley (voix)

### Télévision

#### Téléfilms
- 1990 : The Earth Day Special de film collectif : Olivia Kendall
- 1993 : Blindsided de Thomas Michael Donnelly : Chanteuse
- 1999 : Zenon: Girl of the 21st Century de Kenneth Johnson : Nebula Wade
- 2003 : Les Cheetah Girls (The Cheetah Girls) de Oz Scott : Galleria "Bubbles" Garibaldi - également productrice exécutive
- 2004 : Zenon et la Déesse de la Lune (Zenon: Z3) de Steve Rash : Nebula Wade
- 2006 : Le Bal de fin d'année (For One Night) de Ernest R. Dickerson : Brianna McCallister
- 2006 : Les Cheetah Girls 2 (The Cheetah Girls 2) de Kenny Ortega : Galleria "Bubbles" Garibaldi - également co-productrice exécutive
- 2010 : Les demoiselles d'honneur s'en mêlent (Revenge of the Bridesmaids) de James Hayman : Abigail "Abby" Scanlon

#### Séries télévisées
- 1989 : Campus Show (A Different World) : Olivia Kendall (saison 6, épisode 5)
- 1989-1992 : Cosby Show (The Cosby Show) : Olivia (saisons 6 à 8, 63 épisodes[60])
- 1990 : Le Monde merveilleux de Disney : Jeune fille (saison 34, épisode 23[61])
- 1992 : Le Prince de Bel-Air (The Fresh Prince of Bel-Air) : Claudia (saison 2, épisode 21)
- 1993 : Queen: The Story of an American Family : La reine à 5 ans (mini-série)
- 1993–1997 : Cooper et nous (Hangin' with Mr. Cooper) : Nicole Lee (Saisons 2 à 5, 79 épisodes)
- 2001 : Ma famille d'abord (My Wife and Kids) : Charmaine (saison 2, épisodes 1 et 2)
- 2003-2007 : Phénomène Raven (That's So Raven) : Raven Lydia Baxter (Rôle principal, 100 épisodes) - également productrice de 19 épisodes
- 2006 : La Vie de palace de Zack et Cody (The Suite life of Zack and Cody) : Raven Lydia Baxter (saison 2, épisode 20)
- 2007 : Cory est dans la place (Cory in the House) : Raven Baxter (saison 1, épisode 16)
- 2010 : Sonny (Sonny With a Chance) : Amber Algoode (saison 2, épisode 15)
- 2011 : Georgia dans tous ses états (State of Georgia) : Georgia Chamberlain (rôle principal, 12 épisodes)
- 2013 : Papa fait son show : Whitney Gibbons (saison 2, épisode 17)
- 2015 : Empire : Olivia Lyon (Saison 1, épisodes 6 et 10)
- 2015 : Agent K.C. : Simone Deveraux (saison 1, épisodes 21 et 22)
- 2015-2019 : Black-ish : Rhonda (invitée récurrente - 6 épisodes)
- 2016 : Nashville : elle-même (saison 4, épisode 20)
- 2016 : The Jim Gaffigan Show : Elle-même (saison 2, épisode 2)
- 2017 : Master of None : elle-même (saison 2, épisode 10)
- 2017–2023 : Raven : Raven Baxter - également productrice
- 2017-2018 : Animals. : L'infirmière (2 épisodes)
- 2018 : Drunk History : Nichelle Nichols (saison 5, épisode 3)
- 2019 : Une famille imprévisible : Betsy Hagg (1 épisode)
- 2020 : De celles qui osent : Alice Knight (2 épisodes)
- 2020 : Allô la Terre, ici Ned : elle-même (saison 1, épisode 7)

#### Séries d'animation
- 1997 : Happily Ever After: Fairy Tales for Every Child : Goldilocks (animation, voix originale - saison 3, épisode 8)
- 2000 : Happily Ever After: Fairy Tales for Every Child : Zoé / Olivia (animation, voix originale - saison 6, épisode 8)
- 2001 : Cool Attitude (The Proud Family) : Stephanie (animation, voix originale - saison 1, épisode 11)
- 2002-2007 : Kim Possible : Monique (animation, voix originale)
- 2004 : Fillmore ! : Maryanne Greene / Alexandria Quarry (animation, voix originale - saison 2, épisodes 9 et 13)
- 2005 : Higglytown Heroes : Monitrice du terrain de jeux (animation, voix originale - saison 1, épisode 14)
- 2008 : American Dad! : Katie / La femme (animation, voix originale - saison 3, épisodes 14 et 15)
- 2018-2020 : Big City Greens : Maria Media (voix originale - 3 épisodes)
- 2019 : Les Gardiens de la Galaxie : Valkyrie (voix originale - 2 épisodes)

#### Émissions de télévision
- 2014-2015 : Celebrity Name Game (candidate, 3 épisodes)
- 2015-2017 : The View (animatrice)
- 2016 : RuPaul's Drag Race All Stars (juge invitée, 1 épisode)
- 2016 : Hollywood Game Night (candidate, 1 épisode)
- 2019 : The Masked Singer : Black Widow (candidate - saison 2, 4 épisodes)
- 2019 : Match Game (juge, 2 épisodes)

## Discographie
Albums studios
- 1993 : Here's To New Dreams
- 1999 : Undeniable
- 2004 : This Is My Time
- 2008 : Raven Symoné

Bandes originales
- 2003 : Les Cheetah Girls
- 2004 : Phénomène Raven
- 2006 : That's So Raven Too!
- 2006 : Les Cheetah Girls 2

## Comédies musicales à Broadway
- 2012 : Sister Act : Deloris Van Cartier (rôle principal)

## Distinctions

### Récompenses
- 1991 : Young Artist Awards de la meilleure performance pour une jeune actrice de -10 ans dans une série télévisée comique pour Cosby Show (The Cosby Show) (1989-1992).
- 2004 : Image Awards de la meilleure performance pour une jeune actrice dans une série télévisée comique pour Phénomène Raven (That's So Raven) (2003-2007).
- 2004 : Kids' Choice Awards de la meilleure actrice dans une série télévisée comique pour Phénomène Raven (That's So Raven) (2003-2007).
- 2005 : Image Awards de la meilleure performance pour une jeune actrice dans une série télévisée pour enfants dans une série télévisée comique pour Phénomène Raven (That's So Raven) (2003-2007).
- 2005 : Kids' Choice Awards de la meilleure actrice dans une série télévisée comique pour Phénomène Raven (That's So Raven) (2003-2007).
- 2005 : Young Artist Awards de la meilleure distribution dans une série télévisée comique pour Phénomène Raven (That's So Raven) (2003-2007) partagée avec Orlando Brown, Kyle Massey et Anneliese Van der Pol.
- Young Artist Awards 2005 : Lauréate du Trophée Michael Landon.
- 2006 : Image Awards de la meilleure performance pour une jeune actrice dans une série télévisée comique pour Phénomène Raven (That's So Raven) (2003-2007).
- 2007 : Image Awards de la meilleure performance pour une jeune actrice dans une série télévisée comique pour Phénomène Raven (That's So Raven) (2003-2007).
- 2008 : Image Awards de la meilleure performance pour une jeune actrice dans une série télévisée comique pour Phénomène Raven (That's So Raven) (2003-2007).
- 2011 : TV Land Awards de la meilleure distribution dans une série télévisée comique pour Cosby Show (The Cosby Show) (1989-1992) partagée avec Bill Cosby, Phylicia Rashād, Keshia Knight Pulliam, Malcolm-Jamal Warner, Geoffrey Owens, Tempestt Bledsoe et Sabrina Le Beauf.

### Nominations
- 1990 : Young Artist Awards de la meilleure performance pour une jeune actrice de -10 ans dans une série télévisée comique pour Cosby Show (The Cosby Show) (1989-1992).
- 1993 : Young Artist Awards de la meilleure performance pour une jeune actrice de -10 ans dans une série télévisée comique pour Cosby Show (The Cosby Show) (1989-1992).
- 1994 : Young Artist Awards de la meilleure jeune comédienne dans une série télévisée comique pour Cooper et nous (1995).
- 1996 : Image Awards de la meilleure jeune actrice dans une série télévisée comique pour Cooper et nous (1995).
- 1999 : YoungStar Awards de la meilleure performance pour une jeune actrice dans une mini-série où un téléfilm pour Zenon: Girl of the 21st Century (1998).
- 2002 : Image Awards de la meilleure jeune actrice dans une comédie familiale pour Docteur Dolittle 2 (2001).
- 2002 : Kids' Choice Awards de la star féminine de film préférée dans une comédie familiale pour Docteur Dolittle 2 (2001).
- 2004 : BET Comedy Awards de la meilleure actrice dans une série télévisée comique pour Phénomène Raven (That's So Raven) (2003-2007).
- 2004 : Black Reel Awards de la meilleure actrice dans un téléfilm pour Cheetah Girls (2003).
- 2004 : NAMIC Vision Awards de la meilleure performance comique dans une série télévisée comique pour Phénomène Raven (That's So Raven) (2003-2007).
- 2004 : Teen Choice Awards de la meilleure actrice dans une série télévisée comique pour Phénomène Raven (That's So Raven) (2003-2007).
- 2004 : Young Artist Awards de la meilleure performance pour une jeune actrice dans une série télévisée comique pour Phénomène Raven (That's So Raven) (2003-2007).
- 2005 : BET Comedy Awards de la meilleure actrice dans une série télévisée comique pour Phénomène Raven (That's So Raven) (2003-2007).
- 2005 : BET Comedy Awards de la meilleure performance dans un film d'animation pour Kim Possible: So the Drama (2005).
- 2005 : Gracie Allen Awards de la meilleure actrice dans une série télévisée comique pour Phénomène Raven (That's So Raven) (2003-2007).
- 2005 : Teen Choice Awards de la meilleure actrice dans une série télévisée comique pour Phénomène Raven (That's So Raven) (2003-2007).
- 2005 : NAMIC Vision Awards de la meilleure performance comique dans une série télévisée comique pour Phénomène Raven (That's So Raven) (2003-2007).
- 2006 : Kids' Choice Awards de l’actrice de télévision préférée dans une série télévisée comique pour Phénomène Raven (That's So Raven) (2003-2007).
- 2006 : Teen Choice Awards de la meilleure actrice dans une série télévisée comique pour Phénomène Raven (That's So Raven) (2003-2007).
- 2007 : Image Awards de la meilleure actrice dans une série télévisée comique pour Phénomène Raven (That's So Raven) (2003-2007).
- 20e cérémonie des Kids' Choice Awards 2007 : Actrice de télévision préférée dans une série télévisée comique pour Phénomène Raven (That's So Raven) (2003-2007).
- 21e cérémonie des Kids' Choice Awards 2008 : Actrice de télévision préférée dans une série télévisée comique pour Phénomène Raven (That's So Raven) (2003-2007).
- 2008 : NAMIC Vision Awards de la meilleure performance comique dans une série télévisée comique pour Phénomène Raven (That's So Raven) (2003-2007).
- 13e cérémonie des Teen Choice Awards 2011 : Meilleure actrice dans une série télévisée comique pour Georgia dans tous ses états (2011).
- 2013 : BTVA Special/DVD Voice Acting Awards de la meilleure performance vocale pour l’ensemble de la distribution dans une comédie d’animation pour Clochette et le Secret des fées (Secret of the Wings) (2012) partagée avec Mae Whitman, Lucy Hale, Timothy Dalton, Lucy Liu, Megan Hilty, Pamela Adlon, Angela Bartys, Debby Ryan, Grey Griffin, Anjelica Huston, Rob Paulsen, Ben Diskin, Jeff Bennett et Matt Lanter.
- 2015 : BTVA Special/DVD Voice Acting Awards de la meilleure performance vocale pour l’ensemble de la distribution dans une comédie d’animation pour Clochette et la Fée pirate (The Pirate Fairy) (2014) partagée avec Mae Whitman , Christina Hendricks, Tom Hiddleston, Lucy Liu, Megan Hilty, Pamela Adlon, Angela Bartys, Jeff Bennett et Jim Cummings.
- 43e cérémonie des Daytime Emmy Awards 2016 : Meilleure hôtesse de talk-show pour The View (2007-) partagé avec Joy Behar, Candace Cameron Bure, Paula Faris, Whoopi Goldberg, Nicolle Wallace, Rosie Perez et Michelle Collins.
- 44e cérémonie des Daytime Emmy Awards 2017 : Meilleure hôtesse de talk-show pour The View (2007-) partagé avec Joy Behar, Candace Cameron Bure, Paula Faris, Whoopi Goldberg, Nicolle Wallace, Rosie Perez et Michelle Collins.
- 45e cérémonie des Daytime Emmy Awards 2018 : Meilleure interprète dans un programme pour un enfants pour Raven's Home (2017-).
- 32e cérémonie des Kids' Choice Awards 2019 : Star féminine TV préférée dans une série télévisée comique pour Raven's Home (2017-).

## Voix françaises
En France, Barbara Tissier est la voix française régulière de Raven. Il y a également Ariane Aggiage qui la double de manière récurrente dans les dessins animés de la saga Disney Fairies et Laurence Sacquet qui l'a doublé à trois occasions dans les téléfilms et la série Kim Possible. Pour les doublages français réalisés en Belgique, Alice Ley est la plus fréquente.
Au Québec, Geneviève Déry l'a doublée deux fois.